# Libor Bilas
Libor Bilas (* 6. června 1961) je bývalý český fotbalista, obránce.

## Fotbalová kariéra
Hrál za FK Frýdek-Místek, Baník Ostrava, Bohemians Praha, TJ Vítkovice a SC Wiener Neustadt. V evropských pohárech nastoupil ve 2 utkáních.